# Krzysztof Mieroszewski
Krzysztof Mieroszewski (ur. około 1600  – zm. 1679) – polski szlachcic herbu Ślepowron, inżynier, pisarz wojskowy, sekretarz królewski.

## Życiorys
Brał udział w fortyfikowaniu Krakowa i Częstochowy. W latach 1673–74 był inżynierem, który zaplanował i nadzorował fortyfikacje Jasnej Góry. Wysunął niezrealizowany projekt utworzenia Akademii Marsowej, na założenie której ustanowił oddzielną fundację.

## Dzieła
Był autorem dzieła Architectura militaris oraz pracy o pomiarach i konstrukcjach geometrycznych w budownictwie.